# ドッヂビー

ドッヂビー (英語: dodgebee)とは、布製のフライングディスクの一種であり、同時にそれを用いて行う競技を指す。
ドッヂビーのほかにも、ガッツやアルティメット、ディスクゴルフ等様々な競技が存在する。怪我が少なく、短時間で運動量を確保出来る種目であるため、日本の小学校での授業、レクリエーションの教材として取り入れられている。

## 起源

### 1980年代
1986年秋、フライングディスク競技の本場である米国から、数名のアルティメットのプレイヤーを日本に招き、日本人プレイヤーに対してクリニックを行うというイベントが開催。日本人プレイヤーにとっては国内にいながら米国の精鋭プレイヤーに手ほどきを受けられる為、好評を博したイベントとなった。

#### 発祥
その招待選手の一人で、米国でナイロンバックを製造する｢Z‐Creation｣という会社に勤めていたイアン・M・ハッチンソンは、来日に当たり自社の製品ナイロンとウレタンを使用し製作したアルティメット公式ディスクと同サイズだが柔らかい｢Z-BEE｣を持参。このイベントの主催者であったヒーロー工房は、これを100枚程輸入し販売するが、当時の円とドルの関係から、国内の販売価格は約3,000円となり、また製品としての完成度が未熟な事もあり、商品としては低迷する。そのため自社が主催する参加型のディスクイベントにおいて初心者向けのプログラムの備品として使用。ここでプラスチックのディスクでは出来ない「当てて遊ぶ」遊び方の発想が生まれ、ドッジビーが生まれた。又、ディスク競技の発祥であるガッツを安全に行える｢ガッツビー｣なども提案された。

### 1990年代前半

#### 製品化
人に当たっても怪我する事なく遊べる特性、飛距離が制限される特長は日本によくあっているということをこのイベントを通じて実感した事により、ヒーロー工房は国内での販売を前提とした製品開発に着手。特許No.2927971を取得した。初期の製造ロットは500枚、ネーミングは｢スーパーソフトディスク｣とされ、約2,000円で販売された。背面デザインはプラチックディスクと共有する事で初期コストを抑えるなどの工夫を施した。

### 1990年代後半

#### 普及
ヒーロー工房によるイベントが各地に波及し、中でも1998年に愛知県新城市で開催された「フライングディスク・フェスティバル」のプログラムに採用。これが地元のメディアに大きく取り上げられたことで、愛知県内を中心に急速に普及が進んだ。

### 2000年代
商品名及びゲームの名称をドッヂビーに統一。盤面デザインの刷新、サイズや色のバリエーションを増やし、競技としての基礎を固めた。
2002年に各問い合わせの増加に対応するための普及組織として、日本フライングディスク協会及びメーカー等を中心にドッヂビージャパンが設置され、公式ルール等が整備。2005年にはナゴヤドームにて初の全国大会が開催された。同年にドッヂビージャパンは日本フライングディスク協会の一部となり発展的解消するが、全国的な普及が進み国外にも進出が見えてきたことから、2008年に専門組織として日本ドッヂビー協会が設立された。

## 名称の由来
ドッヂビーは、ドッヂボールの「ドッヂ」とフリスビーの「ビー」を合わせた造語である。競技内容はその名が示すとおり、フライングディスクを用いてドッジボールを行うというものである。
ドッ「ジ」ボールと区別する為にドッ「ヂ」ビーとしている。

## 主なルール
- ドッヂビーは大きさが4種類あるが、そのうち一般的な270のものを用いる。
- コートの大きさは、1辺が9メートルの正方形を2つ合わせたコートを使用する。
- ルールは基本的にドッジボールと同じであるが、2枚同時にドッヂビーを使用する場合もある。
- ゲームの始め方はアルティメット同様、フリッピングによってコートとディスクを決定する。